# Notomatachia hirsuta
Espèce
Synonymes
- Matachia hirsuta Marples, 1962

Notomatachia hirsuta est une espèce d'araignées aranéomorphes de la famille des Desidae.

## Distribution
Cette espèce est endémique de Nouvelle-Zélande.

## Publication originale
- Marples, 1962 : The Matachiinae, a group of cribellate spiders. Journal of the Linnean Society of London, Zoology, vol. 44, p. 701-720.